# Tupistra grandistigma
Tupistra grandistigma là một loài thực vật có hoa trong họ Măng tây. Loài này được F.T.Wang & S.Yun Liang miêu tả khoa học đầu tiên năm 1978.